# Đá Tây Nam
Đá Tây Nam hay còn gọi là bãi Tây Nam (tiếng Anh: Pennsylvania South Reef; tiếng Trung: 东坡礁; bính âm: Dōngpō jiāo; Hán-Việt: Đông Pha tiêu) là một rạn san hô thuộc cụm Bình Nguyên của quần đảo Trường Sa. Đá này nằm về phía đông nam của đá Khúc Giác và phía đông bắc của đá Phật Tự.
Đá Tây Nam là đối tượng tranh chấp giữa Việt Nam, Đài Loan, Philippines và Trung Quốc. Hiện chưa rõ nước nào thực sự kiểm soát rạn san hô này.

## Hình ảnh
| đá Tây Nam đá Chà Và Ảnh vệ tinh chụp cụm Bãi Nam (Southern Bank). |